# Marco Polo
Marco Polo (Venecia, c. 15 de septiembre de 1254-Venecia, 8 o 9 de enero de 1324) fue un mercader y viajero italiano (veneciano), famoso por los relatos que se le atribuyen sobre el viaje a Asia Oriental, manuscritos por Rustichello de Pisa con el título original de Il Milione, y conocido en español como Los viajes de Marco Polo, narración que dio a conocer en la Europa medieval las tierras y civilizaciones del Asia Central y China.
Existen discrepancias entre los historiadores sobre el hecho de que Marco Polo haya realizado efectivamente los viajes que se le atribuyen, en particular aquellos que lo ubican en Mongolia y China, de los que proviene su celebridad.
Según los relatos, Marco Polo nació y aprendió a comerciar en Venecia (República de Venecia) mientras su padre Niccolò Polo y su tío Maffeo Polo, viajaban por Asia donde habrían conocido a Kublai Kan. En 1269 ambos regresaron a Venecia y vieron por primera vez a Marco, llevándolo con ellos —según los relatos— en un nuevo viaje comercial a Asia, en el que habrían visitado Armenia, Persia y Afganistán, recorriendo toda la Ruta de la Seda, hasta llegar a Mongolia y China. Las narraciones afirman que Marco Polo permaneció 23 años al servicio de Kublai Kan, emperador de Mongolia y China, llegando a ser gobernador durante tres años de la ciudad china de Yangzhou y volviendo a Venecia en 1295.
En 1295 Venecia estaba en guerra con su rival, la República de Génova. En el transcurso del conflicto Marco fue capturado y encarcelado por los genoveses. Fue en esa situación que en 1298, durante su período en la cárcel, conoció al escritor Rustichello de Pisa, a quien relató sus fabulosos viajes, que fueron el tema del libro conocido en principio como Le divisament du monde, Livre des merveilles du monde, o Il Milione. Fue liberado en 1299, Marco Polo se convirtió en un rico mercader y miembro del Gran Consejo de la República de Venecia. Murió en 1324 y lo enterraron en la iglesia de San Lorenzo de su ciudad. El relato de sus viajes, inspiró, entre otros, a Cristóbal Colón que poseía un ejemplar del libro cuidadosamente anotado.

## Contexto histórico
En la época de Marco Polo, el comercio en Europa seguía un sistema triangular, en el que los productos de lujo procedentes de Oriente (seda, especias) ocupaban un importante lugar. Estos, en la conocida como ruta de la seda atravesaban  Asia Central y las tierras controladas por los sarracenos, después de lo cual los compraban comerciantes italianos (venecianos, genoveses, pisanos...), que obtenían grandes beneficios revendiéndolos en Europa.
A causa de ello, Venecia y otros puertos italianos ganaron importancia y comenzaron una política comercial agresiva para explotar estas rutas comerciales.

### Venecia en la época
Durante la Baja Edad Media, la República de Venecia comenzó a convertirse en una potencia mediterránea. Al control del interior y de la costa de Dalmacia, se unió una extensa actividad mercantil con Oriente, que le llevó a establecer consulados y colonias de comerciantes por todo el Mediterráneo Oriental. Apoyó a los cruzados como manera de contrarrestar al islam y mantuvo un largo conflicto con Génova por el predominio comercial.
Durante la Cuarta Cruzada, por sugerencia veneciana, los cruzados saquearon Constantinopla, decapitando el Imperio bizantino y conquistando numerosos territorios. Aunque el subsiguiente Imperio latino fue pronto reconquistado por los bizantinos, Venecia siguió controlando varias islas y ciudades, y se convirtió en una de las principales potencias mercantiles.

### El Imperio mongol
El Imperio mongol fue instituido por Genghis Kan en 1206. Tras largas luchas internas, unificó a las diversas tribus mongolas bajo su mando, involucrándolas en una expansión que les llevaría a conquistar China, Asia Central, Rusia y llegar hasta Irak, Siria y Anatolia. También les llevaría a la incursión de Europa central y del resto de la Europa Oriental para poder consolidar la conquista de Rusia. Así llegaron, entre otros sitios, temporalmente a Dalmacia, que estaba controlada por Venecia, lo que puso a los venecianos por primera vez en contacto directo con los mongoles.
A su muerte le sucedió su hijo Ogodei, quien continuó con esta expansión y consolidó la jerarquía del Gran Kan sobre los diversos reinos mongoles. En tiempos de Marco Polo este Gran Kan era Kublai Kan.

### El conocimiento europeo de Oriente
El mundo conocido por los europeos no iba mucho más allá del actual Oriente Medio. Las pocas noticias que se tenían de lo que estaba más allá eran generalmente confusas y muy mitificadas. Es de destacar la leyenda del Preste Juan, un mítico rey cristiano que se suponía existía rodeado de infieles en Asia Central. Los intercambios comerciales se encontraban casi siempre mediatizados por persas.
La expansión del Imperio mongol les llevó a las mismas puertas de Europa tras atravesar las estepas rusas y amenazar Polonia, aunque pronto se retiraron. Más al sur, sin embargo, los mongoles saquearon Bagdad (Irak) y sometieron a reinos musulmanes que se habían enfrentado en las cruzadas con los cristianos.
Es así como se despierta el interés por los mongoles en Europa. A la curiosidad por esos bárbaros, tenidos hasta entonces como seres casi mitológicos, se le suma en lo político la posibilidad de obtener un aliado contra el enemigo islámico, una forma más ventajosa de negociar con Oriente en lo económico, y un deseo evangelizador, dada la gran tolerancia religiosa de los mongoles. Antes de Marco Polo, varios misioneros, como Giovanni da Pian del Carpine, viajaron como embajadores a Oriente, aunque sin conseguir resultados concretos. Se hace referencia a los contactos entre romanos y el Imperio chino, pero este también estableció contacto con los romanos con anterioridad a la Ruta de la Seda. Uno de los primeros contactos que tuvo China con Roma fue cuando el emperador Ban Chao hizo una campaña contra los nómadas de Asia Central y envió a uno de sus colaboradores, Ga Yin, que viajó hacia occidente visitando los establecimientos comerciales romanos de la costa oriental del Mar Negro. Por tanto, el contacto entre Roma y China era recíproco, pese a que Roma tenía más información sobre China gracias a la multitud de viajes que se habían hecho hacia aquella zona.

## La familia Polo

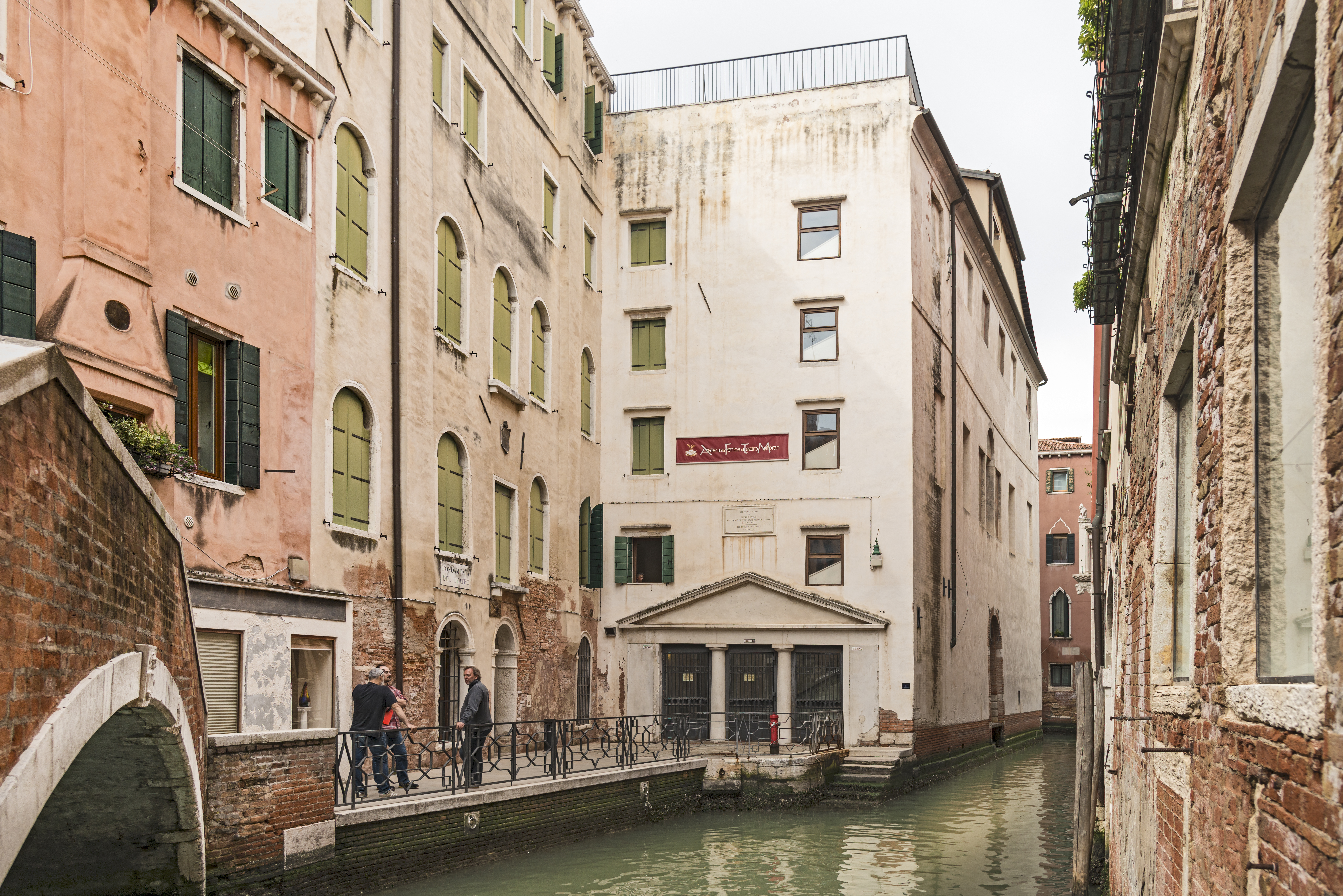
La casa de Marco Polo en Venecia, Italia, ubicación actual del teatro Malibran

Existe muy escasa información sobre Marco Polo y su familia aparte de la contenida en el libro que relata su viaje. Constan unos pocos documentos venecianos, pero están completamente ausentes en las fuentes chinas. Se encuentra información adicional, que hay que tratar con precaución por tratarse en su mayor parte de rumores y leyendas populares, en el prefacio de la edición italiana de Il milione publicada en 1559 por Giovanni Battista Ramusio.
Marco Polo nació en 1254 en una familia de mercaderes. Su padre, Niccolò, había formado una asociación comercial, o fraterna compagnia, con sus hermanos Marco y Maffeo, cuya residencia familiar se encontraba en la parroquia de San Severo, al norte de la basílica de San Marcos. Después de la toma de Constantinopla de 1204 Venecia poseía su propio barrio en la ciudad, además de controlar el puerto, y muchos venecianos se instalaron allí, entre ellos los Polo. Una de las rutas comerciales que de allí partían era la del mar Negro y en ella se especializaron, hasta el punto de que disponían de una casa en el puerto de Soldaia, el principal emporio comercial italiano de Crimea.
La familia Polo entró al patriciado veneciano en el siglo XIV, bastante después de la Serrata del Consejo Mayor. Esto se consiguió en gran parte a los matrimonios convenidos con varias de las familias de la más alta nobleza de Venecia, entre las que se encontraron los Querini, Bragadín, Trevisán, Delfín, Gradénigo, Contarini y Vendramín. El mismo aventurero, Marco, se casó con Donata Badoer, también perteneciente a una familia noble, aunque perdió su posición al casarse con el célebre veneciano.

## El viaje de Marco Polo

Ruta de Marco Polo en sus viajes.

La elección del nuevo papa se retrasaba (acabaría siendo la más prolongada de la historia) así que Niccolò y Matteo iniciaron el viaje de regreso a la corte de Kublai Kan en 1271, pero esta vez acompañados por Marco, que ya tenía diecisiete años. Llegaron a Acre, donde se encontraron de nuevo con Tedaldo Visconti, que quizá estaba allí en relación con la cruzada en la que estaba embarcado el futuro rey Eduardo I de Inglaterra. Tras desviarse a Jerusalén para hacerse con el aceite de la lámpara del Santo Sepulcro, siguieron viaje hasta Ayas donde se enteraron de que la elección papal había recaído precisamente en Tedaldo Visconti, que adoptó el nombre de Gregorio X. Regresaron de inmediato a Acre, en una galera facilitada por el rey León III de Armenia Menor, donde Visconti les facilitó nuevas credenciales además de hacer que les acompañaran dos frailes dominicos, aunque estos pronto abandonaron el largo viaje.
Marco pronto se ganó el favor de Kublai Kan, quien le hizo su consejero y emisario durante diecisiete años. Gracias a ello llegó a conocer las vastas regiones de China y los numerosos logros de la civilización china, muchos de los cuales eran más avanzados que los contemporáneos europeos.
Cuando una embajada del rey de Persia le solicita a Kublai Kan una princesa para el rey, los Polo la acompañan, decidiendo regresar a Venecia.

### Ruta seguida
- Salida de Venecia. 1271
- Desembarcó en Acre. 1271

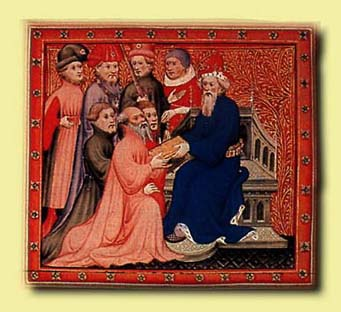
Marco Polo en la corte de Kublai Kan.

- Marcha a través del Creciente Fértil hasta llegar a Tabriz.
- Llega a la capital imperial en Pekín.
- Vuelve a Pekín, donde se inicia el viaje de vuelta.
- Marcha hacia el sur hasta Yangzhou.
- Embarca en Zaitun

- Rodea las costas de China meridional, Indochina, Malaca y Sumatra.
- Cruza el golfo de Bengala hasta Ceilán y sigue la costa de la India hasta la península de Kathiawar.
- Desembarco final en Ormuz y nuevo regreso a Tabriz.
- Cruza el Cáucaso y embarca de nuevo en Trebisonda.
- Recala de nuevo en Constantinopla y regresa finalmente a Venecia.

## Il milione

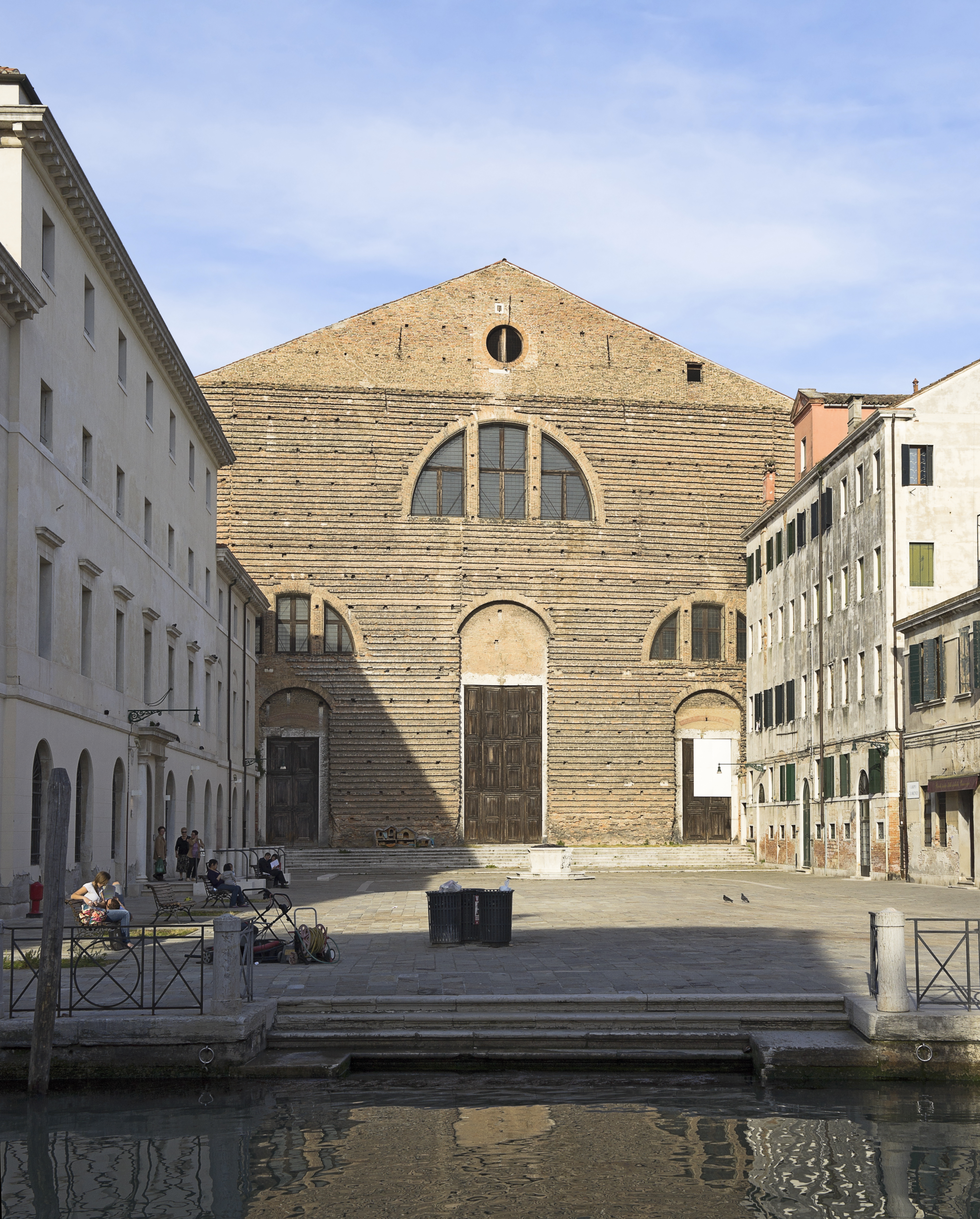
La iglesia de San Lorenzo, en el sestiere veneciano de Castello, donde fue enterrado Marco Polo en 1324.

A su regreso de China en 1295 (escoltando a una princesa china llamada Kokacín), la familia de Marco Polo se estableció en Venecia donde se convirtió en una sensación y atrajo a multitud de oyentes, que a duras penas creían sus historias sobre la lejana China.
No está claro cómo llegó Marco a la prisión genovesa, donde se relata que en 1298 conoció a «Rusticiaus» de Pisa. En la primera mitad del XIV en su obra Imago Mundi seu Chronica, el fraile dominico Jacopo d'Acqui afirmó que Marco fue hecho prisionero en 1296 tras una batalla marítima entre mercaderes genoveses y venecianos en las cercanías de Layas, aunque la fecha real de la batalla corresponde a 1294, el año anterior a la llegada de Marco a Venecia. De Giambattista Ramusio, en el XVI, procede la versión que sitúa el origen del encarcelamiento en la batalla naval de Curzola, la gran derrota veneciana que tuvo lugar en septiembre de 1298, aunque la fecha deja escaso margen para que fuera trasladado a Génova, conociera a Rustichello y ambos comenzaran a redactar su libro. Quizá resultó capturado en algún otro enfrentamiento de menor importancia en torno a esas fechas, pero en cualquier caso debió ser liberado tras la ratificación del tratado de paz entre Génova y Venecia en julio de 1299.
Es posible que, como era habitual en Génova, la «prisión» consistiera en estar confinado en casa de alguna familia, pero en cualquier caso Marco pasó los pocos meses de su encierro dictando a Rustichello un detallado relato de sus viajes por las entonces desconocidas regiones de Extremo Oriente. El manuscrito original, probablemente escrito en francés antiguo o francoitaliano, no ha sobrevivido, pero el libro, Il milione (‘El millón’, más conocido en español como Los viajes de Marco Polo o Libro de las maravillas) tuvo rápido éxito y fue traducido pronto a muchas lenguas europeas. Estas traducciones, incluso las más tempranas, son a menudo bastante diferentes entre sí y contienen numerosos detalles contradictorios y controvertidos.
Existe una versión alternativa y minoritaria que considera la colaboración de Marco Polo y Rustichello en la prisión de Génova como una ficción. En este caso la versión de Rustichello sería la traducción al francés de un texto escrito originariamente por Marco en veneciano, un manuscrito que también se habría perdido cuya versión conservada más próxima sería la traducción al latín realizada entre 1310 y 1317 por el dominico Francesco Pipino. Rustichello habría escrito la obra para el rey Eduardo I de Inglaterra quien, en su condición de cruzado, tendría gran interés en datos sobre Asia y Oriente.
Marco Polo murió, después de redactar testamento, entre la puesta del sol y la medianoche del domingo 8 de enero de 1324, fecha que podría corresponder al 9 de enero debido a la ley veneciana que fijaba el final del día en el momento de la puesta del sol. Fue enterrado en la iglesia de San Lorenzo, donde también reposaban los restos de su padre, Niccolò, aunque su sarcófago desapareció durante las obras de reconstrucción en 1592.

## La veracidad del viaje
Procede de Jacopo d'Acqui la anécdota, significativa de las dudas que ya en su momento suscitaron sus relatos, de que en su lecho de muerte su familia pidió a Marco que corrigiese o eliminase de sus historias todo lo que no fuese cierto. Marco se negó, insistiendo: «¡Solo he contado la mitad de lo que verdaderamente vi!».
Desde entonces, gran número de historiadores han puesto en duda, en todo o en parte, la veracidad básica del relato: algunos mantienen abierta la cuestión mientras otros la descartan basándose en la evidencia interna la presencia de Marco Polo en China. Algunos autores afirman que Marco Polo (o también a veces incluso Maffeo y Niccoló) solo llegó a algún lugar de Asia central, como Bujará o Karakórum y que todos los detalles sobre China proceden de escritos persas o relatos de segunda mano. Algunos hechos dudosos, omisiones o inexactitudes que señalan son:
- No figura en ninguna fuente histórica china o mongol.
- En los relatos se afirma que Marco Polo fue gobernador durante tres años de la ciudad china de Yangzhou, pero no aparece en las detalladas listas de administradores locales de la dinastía Yuan.[29]
- También según su relato, los Polo ayudaron a Kublai Kan en la conquista de Saianfu (Xiangyang), la última ciudad en posesión de la dinastía Song, supervisando la construcción de tres catapultas. Sin embargo la ciudad cayó en 1273, dos años antes de la llegada de Marco a China, y tanto las crónicas chinas como las persas dan los nombres de los constructores de las catapultas, una familia procedente de Siria.[30]
- No menciona la Gran Muralla, aunque hay que tener en cuenta que en el XIII la muralla estaba en gran parte en ruinas y que casi toda la gran estructura actual es obra de la dinastía Ming en el XVI.
- No menciona la costumbre de vendar los pies de las niñas, aunque estaba circunscrita a mujeres de clase alta, que normalmente se mantenían alejadas de extraños o extranjeros.[31]
- No menciona el té, bebida que en época de Marco solo era conocida en el sur de China, zona que parece ser desconocida para él.[31]
- No menciona la escritura china y para los nombres no suele utilizar las formas chinas y en su lugar recurre a las mongolas, pero sobre todo a las persas («facfur» como emperador de China, «Mangi» para referirse al sur de China y, en general gran parte de la toponimia). Existe coincidencia general en que Marco ignoraba el chino,[32] pero hay que tener en cuenta que el persa era lingua franca en la corte mongola y que es posible que, a su vuelta a Europa, redactara el libro consultando documentación o mapas persas que habría traído consigo.[33]

Para responder a estos argumentos algunos historiadores han supuesto que el hecho de atribuirse importante participación en algunos acontecimientos pueda responder al deseo de Marco Polo de ocupar algún puesto de relevancia a su vuelta, o también que fueran recursos de Rustichello para incrementar el interés del relato, como podría indicar el hecho de que ambas anécdotas se omitan en manuscritos que podrían corresponder a revisiones del texto hechas con posterioridad por el propio Marco.
También se ha argumentado que en los testamentos de los Polo, estaban a su muerte todavía en posesión de varias paiza de oro auténticas, los salvoconductos que se describen como procedentes del Gran Kan en persona («magnifici chan tartarorum»), abriendo también la posibilidad de que la paiza de Marco proviniera de su tío Maffeo. Además probablemente proviene del relato de Marco Polo la primera mención a la existencia de Japón (llamada Cipango por Polo) en la literatura occidental, un caso único antes del XVI.
Algunos historiadores han hecho notar que la redacción formularia y estereotipada de las descripciones que se ofrecen en el libro de lugares y acontecimientos ocurridos en el sur de China contrasta con la más detallada y concreta en cuanto los sucesos se producen en el norte. De esa diferencia concluyen que es posible que los Polo pasaran gran parte del tiempo en esta última zona, entre la nueva capital, Daidu, y la residencia de verano de Shangdu, y que su conocimiento del sur dependiera mucho más de testimonios de segunda mano. Hay que tener en cuenta también que en los relatos, los Polo se mueven sobre todo en el entorno de la corte Yuan, basada en los clanes mongoles, y alejada de la base de la población china, que había sido conquistada recientemente y cuyas costumbres les eran extrañas, por lo cual difícilmente documentarían grupos sociales con quienes rara vez contactaban.
En los relatos de Marco Polo, también se describen otros aspectos de la vida en Asia Oriental, con mucho detalle: el papel moneda, el Gran Canal, la estructura del ejército mongol, los tigres y el sistema postal imperial.
Las muralla china tampoco es mencionada por otros viajeros, como Odorico de Pordenone o Giovanni de Marignolli, que recorrieron esa zona en el XIV; también se advierte que la Gran Muralla fue construida para detener invasiones mongolas pero más de 50 años antes de la llegada de Polo los mongoles habían invadido exitosamente China e instaurado la Dinastía Yuan.

## Especulaciones sobre el origen de su familia

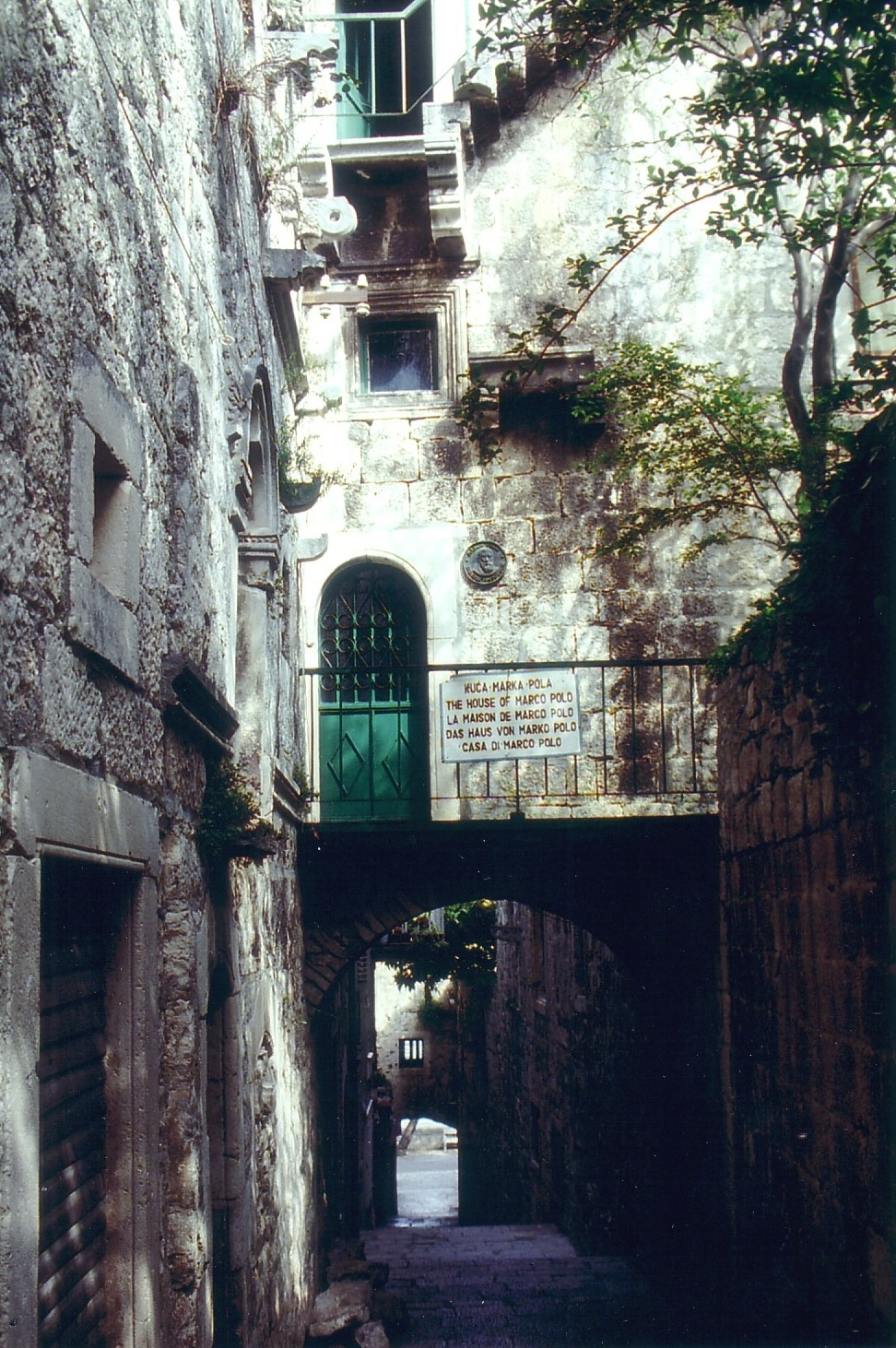
La casa falsa de Marco Polo en isla de Curzola (Croacia). En realidad fue construido dos siglos después de su muerte.

Cronistas posteriores a Marco Polo rastrearon sus orígenes hasta la isla de Curzola en el mar Adriático (actualmente Korčula, en Croacia) donde incluso se sigue conservando una vieja casa en la que se dice que nació. Sin embargo, la historiografía moderna tiene serias dudas de este origen, pues el apellido Polo (de origen veneciano) aparece mencionado varias veces en ciudades del norte de Italia. No obstante, hay quienes afirman que su verdadero nombre y apellido eran Marc Pol, apellido que, efectivamente, tuvo su primera aparición en Dalmacia. Esta última afirmación es dada con base en los registros aparecidos en el anuario veneciano Chronicon Iustiniani (1358). El escudo familiar de los Pol contiene tres pájaros de agua, aves que recibían el nombre de "pol" en Dalmacia del Sur, mientras que en Venecia se les llamaban "pola", palabra de la cual se cree se derivaron los apellidos "Polo" y "Pollo" en Italia.[cita requerida]

## Impacto histórico
Aunque los Polo no fueron en forma alguna los primeros europeos en llegar a China por tierra (considérese por ejemplo a Juan de Plano Carpini así como la única delegación romana que partió a la China con objeto de establecer relaciones diplomáticas entre Roma y China), gracias al libro de Marco, su viaje fue el primero en conocerse ampliamente y el mejor documentado hasta entonces. Finalmente también fue Marco Polo el que más lejos viajó gracias a las circunstancias de su tiempo y, gracias a ello, Europa empezó a conocer a través del libro lugares que no se conocieron antes como Japón, Indonesia e Indochina.
La leyenda cuenta que Marco Polo introdujo en Italia algunos productos de China, entre ellos los helados, la piñata y la pasta, especialmente los espaguetis. Sin embargo, esta leyenda está muy cuestionada. Por ejemplo, hay pruebas de que la pasta era conocida en Grecia e Italia desde la antigüedad. En la España árabe hay referencias escritas acerca de los fideos (llamados entonces aletría) desde el siglo XII.
El libro escrito por Marco Polo, a pesar de que muchas de sus aseveraciones, en su época, se pusieron en duda, inspiró a muchos viajeros y exploradores. El mismo Cristóbal Colón tenía una copia, con anotaciones manuscritas suyas en los márgenes, que todavía se conserva.

## Eponimia
- El cráter lunar Marco Polo conmemora su nombre.[42]
- El asteroide (29457) Marcopolo lleva este nombre en su memoria.[43]

## Cultura actual
Marco Polo aparece nombrado en el videojuego de ficción histórica Assassin's Creed II, cuando en 1321 se topó con los Asesinos mientras visitaba a Kublai Kan, y debió ser entonces cuando consiguió el códice. Luego volvió a Italia y se lo dio a Dante Alighieri, que también se relacionaba con los Asesinos.
El videojuego Uncharted 2 se inspira en las aventuras de Marco Polo, donde Nathan Drake busca la Piedra Cintamani y sigue su rastro hasta Shambala.
Posee una serie homónima en Netflix, Lorenzo Richelmy interpreta a un joven Marco Polo que pasa de ser prisionero de Kublai Khan (Benedict Wong) a convertirse en uno de sus mejores aliados y amigos.